# Hokkaido Shinkansen

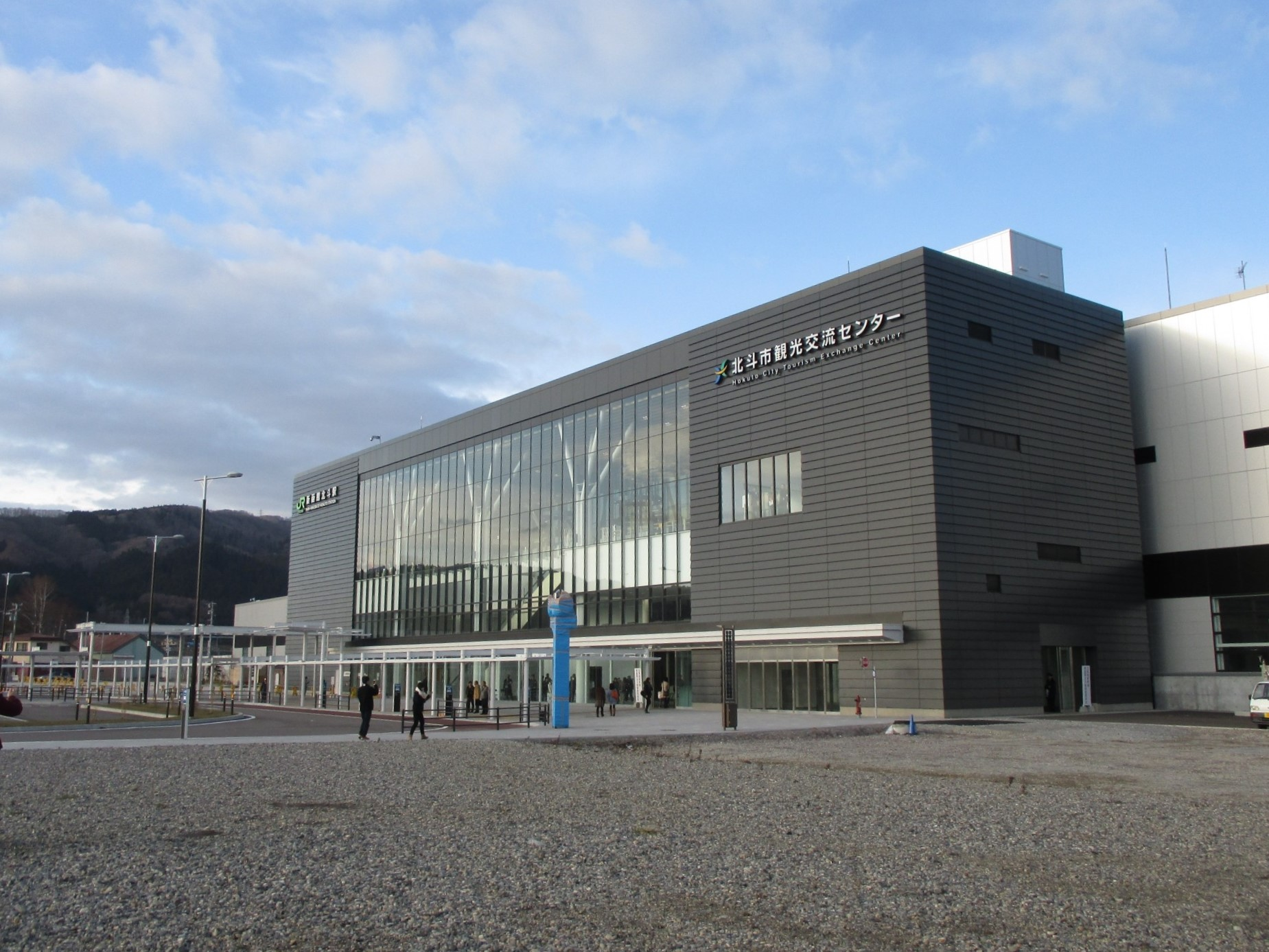
Shin-Hakodate-Hokuto, ändstation för Hokkaido Shinkansen etapp 1.

Hokkaidō Shinkansen (北海道新幹線?) är en höghastighetsbana som håller på att byggas i Japan. En första etapp på 149 km från stationen Shin-Aomori i Aomori på Honshu genom Seikantunneln till Shin-Hakodate-Hokuto utanför Hakodate på Hokkaido öppnades för trafik den 26 mars 2016. Den återstående delen till Sapporo beräknades tidigare färdigställas under räkenskapsåret 2030., men i oktober 2023 meddelades att öppningen skjuts framåt på obestämd tid.

## Planering och genomförande

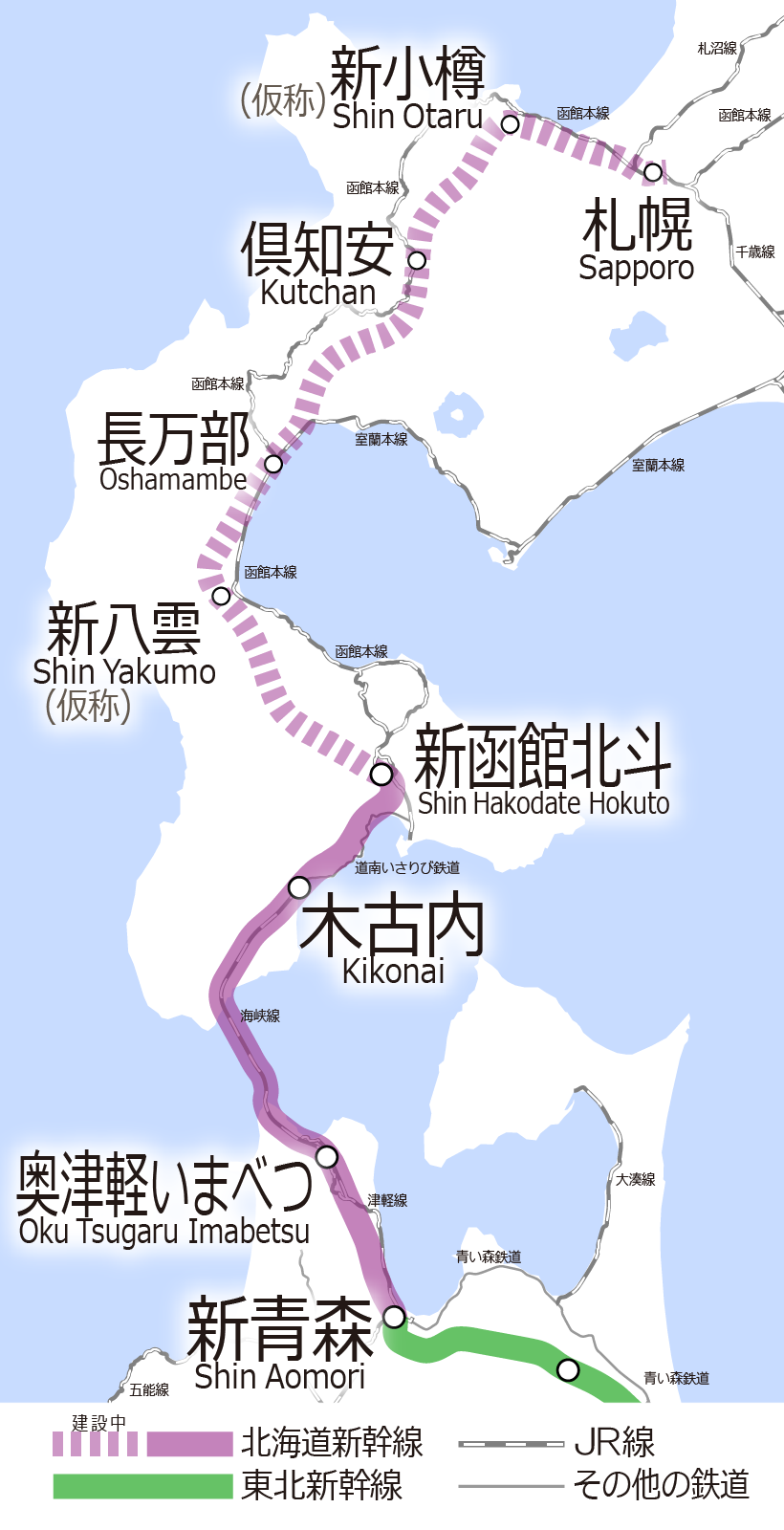
Hokkaido Shinkansen i lila. Den trafikerade delen med heldragen linje och förlängningen till Sapporo under utbyggnad i sträckad markering. Mörkgrön linje markerar Tohoku Shinkansen till Shin-Aomori.

1971 togs en plan fram för utbyggnader av Shinkansennätet i Japan men där togs inte Hokkaido Shinkansen upp. Dock beslutades samma år att Seikantunneln och anslutningarna till den som skulle byggas skulle dimensioneras efter shinkansenstandard för en eventuell framtida utbyggnad. 1973 godkändes den första planen för Shinkansen där Hokkaido Shinkansen var med. I den planen är slutstation för linjen Asahikawa och det finns även en sydlig rutt mellan Oshamambe och Sapporo. Efter att planen för utbyggnad av Shinkansennätet reviderats ett antal gånger, p.g.a. oljekrisen på 70-talet, JNRs uppdelning och att Nagano Shinkansen prioriterades p.g.a. OS i Nagano 1998, ställde sig berörda myndigheter bakom att en detaljerad plan skulle tas fram. 1998 offentliggjordes sträckningen och 2000 beslutades att påbörja bygget. 2005 började byggnationerna efter detaljplanering och miljöprövning. Första etappen är klar och öppnades för trafik 26 mars 2016. Byggkostnaden för den första etappen beräknas till 550 miljarder yen, varav staten står för 2/3 och resterande delar kommer från lokala myndigheter och näringslivet. Beslut har tagits för att påbörja bygget även av den andra etappen från Shin-Hakodate-Hokuto till Sapporo. Arbetet började i juni 2012 och beräknades tidigare vara färdigt i mars 2031 till en kostnad av 1,67 biljoner yen, men har skjutits upp på obestämd tid. 80% av etappen är förlagd till tunnlar och det är geologiska problem för tunneldrivningen som gör att bygget försenas och fördyras. En expertpanel från transportministeriet uppskattar att bygget försenas med tre till fyra år och att kostnaderna ökar med 645 miljarder yen.

## Treskensspår

Treskensspår

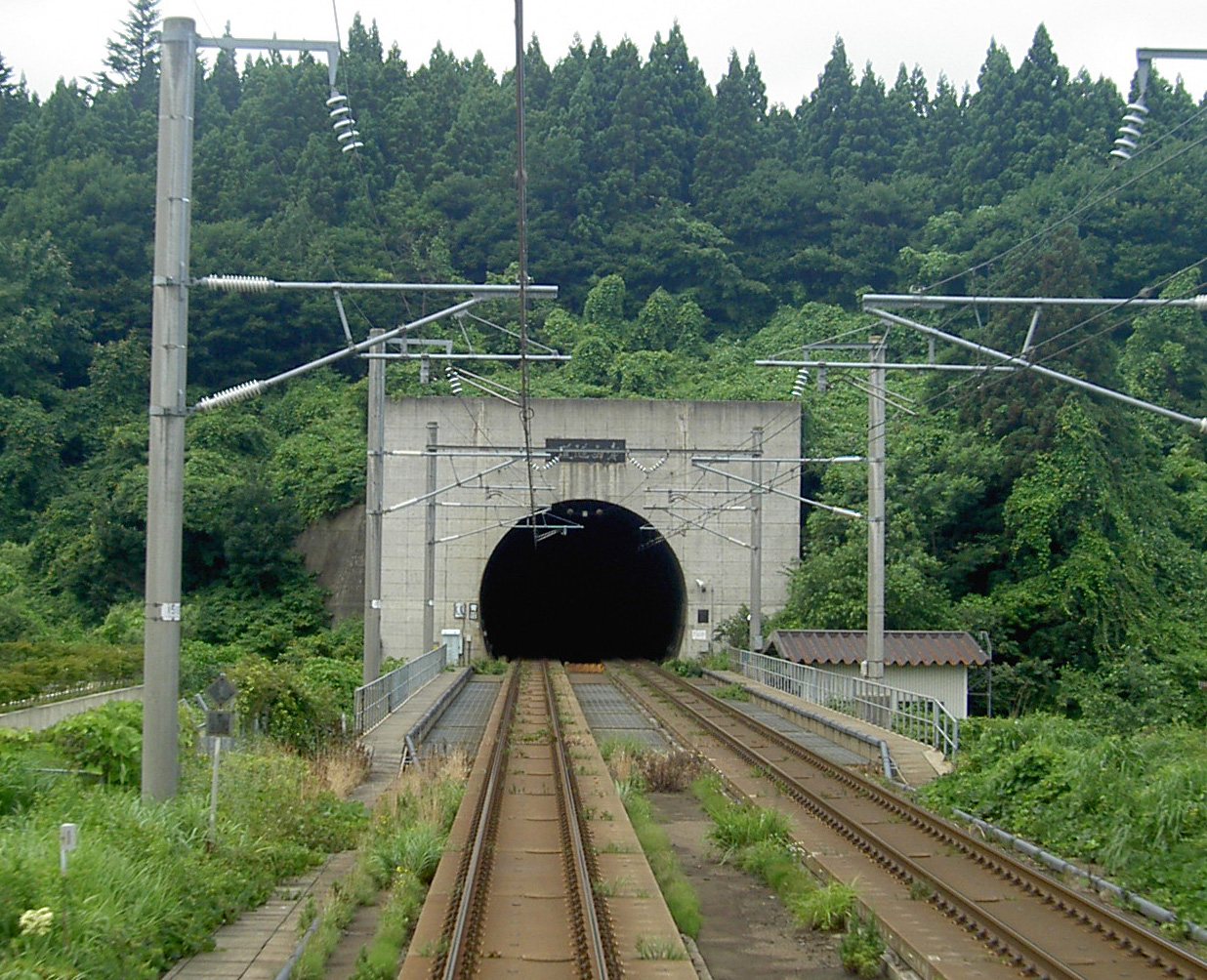
Seikantunnelns mynning på Honshu innan Konverteringen för Shinkansen. Betongplattorna har plats på insidan för den tredje rälen för Hokkaido Shinkansen.

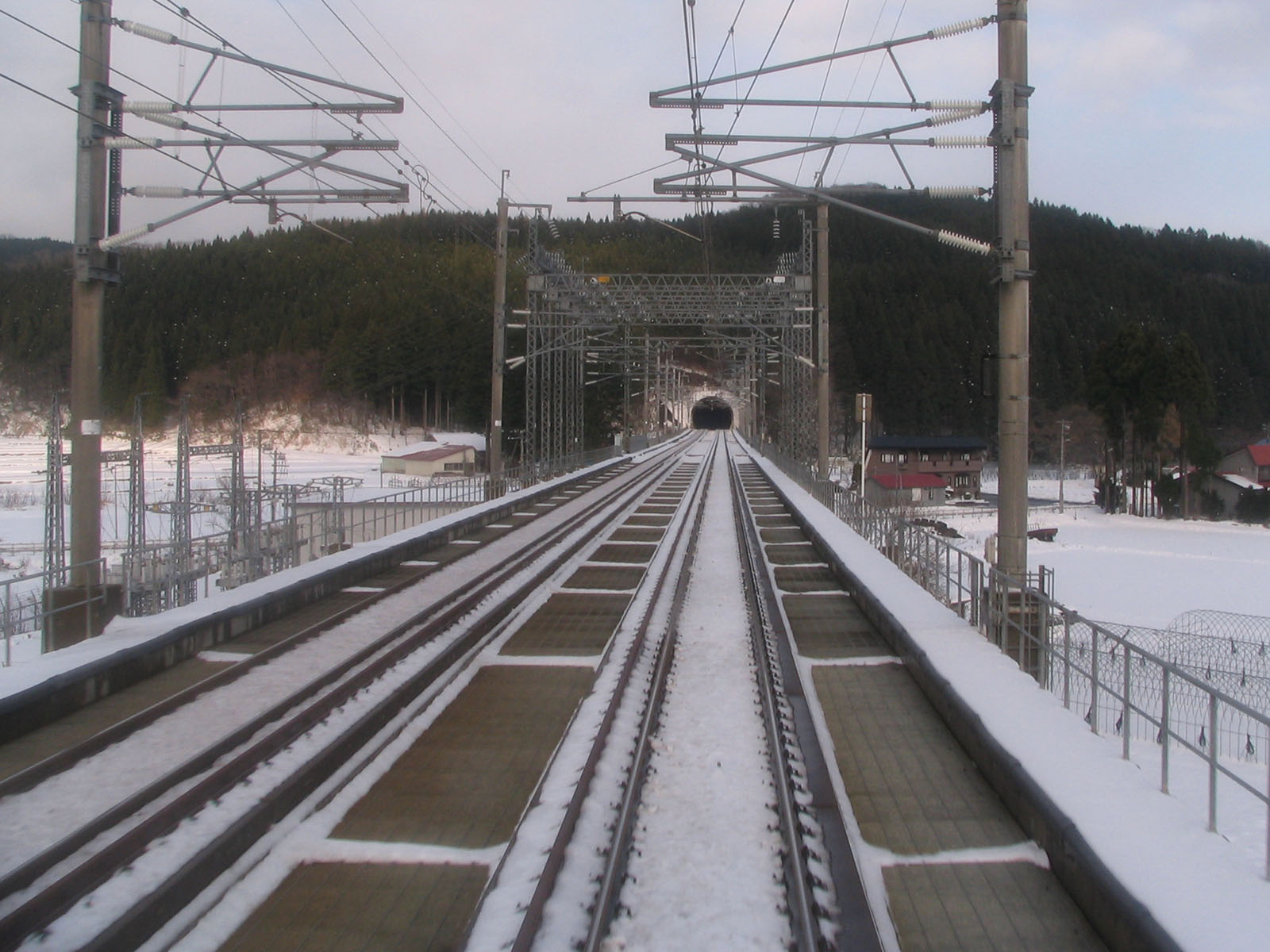
Kombinerade Kaikyolinjen och Hokkaido Shinkansen med treskensspår monterade.

Genom Seikantunneln måste Shinkansen samsas med konventionella godståg som i Japan går på 1067 mm smalspår och matas med 20 kV spänning medan Shinkansen går på 1435 mm normalspår och matas med 25 kV. Under en sträcka på 82 km varav själva tunneln utgör 54 km går därför de två systemen på gemensamma treskensspår. Den första etappen av utbyggnaden utgörs därför av 29 km nybyggnation från Shin-Aomori till treskensspårets början på Honshu, en konvertering av den befintliga banan till treskensspår på den gemensamma sträckan och en nybyggnation 38 km från treskensspåret till den nya stationen Shin-Hakodate-Hokuto.
Tunneln är redan från början konstruerad för att husera Shinkansen. Den har betongplattor med färdiga infästningar för den tredje rälen. Vid konverteringen till treskensspår byttes även den gemensamma rälen ut. På de delar utanför tunneln som har slipers och ballast byttes syllarna ut till bredare som är avsedda för treskensspår. Förutom att lägga en tredje räl måste banan uppgraderas till 25 kV matning och kontaktledningen byttes till en tyngre ledning med högre mekanisk spänning enligt höghastighetsbanans krav. Även signalsystemet byttes ut.

### Train on Train
Ett problem med samtrafik av Shinkansen och godstrafik genom Seikantunneln är att de smalspåriga godstågen riskerar att spåra ur av tryckvågen då de möter ett Shinkansen som färdas i hög fart. JR Hokkaido driver därför sedan 2005, (från 2010 tillsammans med JR Kamotsu) ett projekt 'Train on Train' som går ut på att ställa smalspåriga godsvagnar på normalspåriga och kunna köra godstågen i 200 km/h på treskensspåret och även kunna möta Shinkansen i högre hastighet.

## Trafik
Problemet med att godståg inte kan möta Shinkansen som går i hög hastighet i tunnlar avhjälpes genom att begränsa hastigheten för Shinkansen till 260 km/h utanför och 140 km/h i tunnlar på treskenspåret. Eftersom treskenspåret trafikeras av ca 50 godståg per dygn är det inte ett alternativ att köra dem endast när inget Shinkansen är i tunneln.
Trafikeringen är 13 avgångar per dag och går i genomgående trafik till Tohoku Shinkansen i Shin Aomori.. 
Stationen Shin-Hakodate-Hokuto ligger 18 km från centrala Hakodate som är den närmaste större staden. Den smalspåriga järnvägen till Goryokaku elektrifierades och 16 avgångar om dagen ger anslutning på 17 minuter. Den nya stationen byggdes speciellt för att underlätta byten till dessa anslutningståg. Antalet Hokuto och Super Hokuto avgångar till Sapporo ökades också från 9 till 12 per dag vid öppningen av första etappen.

## Snösäkring
Eftersom banan går i snörika trakter har särskilda åtgärder fått användas för att minska störningarna av snö. Genom att bygga banan på viadukter som har en utformning som tar upp snön som plogas bort från spåret och låter den falla ner på marken under. Växlar för treskensspåret har taköverbyggnad för att minska mängden snö och alla växlar har snösmältningssystem som blåser rent växlarna med luft.